# Probabilidad bayesiana
La probabilidad bayesiana es una de las diferentes interpretaciones del concepto de probabilidad. La interpretación bayesiana de la probabilidad puede ser vista como una extensión de la lógica proposicional que permite razonar con hipótesis, es decir, las proposiciones cuya veracidad o falsedad son inciertas.
La probabilidad bayesiana pertenece a la categoría de las probabilidades probatorias; para evaluar la probabilidad de una hipótesis, la probabilista bayesiana especifica alguna probabilidad ''a priori'', que se actualiza a continuación, a la luz de nuevos y relevantes datos (en pruebas). La interpretación bayesiana proporciona un conjunto estándar de los procedimientos y las fórmulas para realizar este cálculo.
En contraste con la interpretación de la probabilidad como la "frecuencia" o "propensión" de algún fenómeno, la probabilidad bayesiana es una cantidad que se asigna para el propósito de representar un estado de conocimiento, o un estado de creencia. En la vista bayesiana, una probabilidad se asigna a una hipótesis, mientras que bajo el punto de vista frecuentista, una hipótesis es típicamente probada sin ser asignada una probabilidad.
El término "bayesiano" se refiere al matemático del siglo XVIII y teólogo Thomas Bayes, que proporcionó el primer tratamiento matemático de un problema no trivial de la inferencia bayesiana. El matemático Pierre-Simon Laplace fue pionero y popularizó lo que ahora se llama probabilidad bayesiana.
En términos generales, hay dos puntos de vista sobre la probabilidad bayesiana que interpretan el concepto de probabilidad de diferentes maneras. Según el punto de vista objetivista, las reglas de la estadística bayesiana pueden justificarse por exigencias de la racionalidad y la coherencia, y la interpretan como una extensión de la lógica. Según la visión subjetivista, cuantifica la probabilidad de una "opinión personal". Muchos métodos modernos de aprendizaje automático se basan en los principios bayesianos objetivistas.

## Metodología bayesiana
Los métodos bayesianos se caracterizan por los siguientes conceptos y procedimientos:
- El uso de variables aleatorias, o, más en general, de cantidades desconocidas,[8] para modelar todas las fuentes de incertidumbre en los modelos estadísticos. Esto también incluye la incertidumbre derivada de la falta de información.
- La necesidad de determinar la distribución de probabilidad previa, teniendo en cuenta la información disponible (antes).
- El uso secuencial del teorema de Bayes: cuando se disponga de más datos, calcular la distribución posterior utilizando la fórmula Bayes; posteriormente, la distribución posterior se convierte en el siguiente antes.
- Para el frecuentista una hipótesis es una proposición (que debe ser verdadera o falsa), por lo que la probabilidad frecuentista de una hipótesis es uno o cero. En la estadística bayesiana, una probabilidad asignada a una hipótesis puede diferir de 0 o 1 si el valor de verdad es incierto.[8] Varios autores han sugerido otras aproximaciones para hacer la teoría más rigurosa.[8]

## Probabilidades bayesianas objetivas y subjetivas
En términos generales, hay dos interpretaciones sobre la probabilidad bayesiana. Para los objetivistas, interpretar la probabilidad como una extensión de la lógica, la probabilidad cuantifica la expectativa razonable de que todos (incluso un "robot") que comparten el mismo conocimiento compartan de acuerdo con las reglas de las estadísticas bayesianas, lo que puede justificarse mediante el teorema de Cox. Para los subjetivistas, la probabilidad corresponde a una creencia personal. La racionalidad y la coherencia permiten una variación sustancial dentro de las restricciones que plantean; las restricciones están justificadas por el argumento del libro holandés o por la teoría de la decisión y el teorema de Finetti. Las variantes objetivas y subjetivas de la probabilidad bayesiana difieren principalmente en su interpretación y construcción de la probabilidad previa.

## Historia
El término bayesiano se refiere a Thomas Bayes (1702-1761), quien demostró un caso especial de lo que ahora se llama el Teorema de Bayes en un documento titulado " Un ensayo para resolver un problema en la doctrina de las posibilidades". En ese caso especial, las distribuciones anteriores y posteriores fueron distribuciones Beta y los datos provinieron de los ensayos de Bernoulli . Fue Pierre-Simon Laplace (1749-1827) quien introdujo una versión general del teorema y lo usó para abordar problemas en mecánica celeste , estadísticas médicas, confiabilidad y jurisprudencia.  La inferencia bayesiana temprana, que utilizaba prismas uniformes siguiendo el principio de insuficiencia de razón de Laplace, se llamaba " probabilidad inversa " (porque infiere hacia atrás de las observaciones a los parámetros, o de los efectos a las causas). Después de la década de 1920, la "probabilidad inversa" fue suplantada en gran medida por una colección de métodos que pasó a llamarse estadísticas frecuentistas.